# 49. oklepna divizija (ZDA)
49. oklepna divizija (izvirno angleško 49th Armored Division) je bila oklepna divizija Kopenske vojske ZDA.